# 416-я стрелковая дивизия (2-го формирования)
 416-я стрелковая Таганрогская Краснознамённая, ордена Суворова дивизия — тактическое соединение Рабоче-крестьянской Красной армии периода Великой Отечественной войны, одна из шести национальных азербайджанских дивизий в составе Красной армии.

## История

### Формирование
Приказом командующего войсками Закавказского военного округа от 22 февраля 1942 года начинается формирование 416-й стрелковой дивизии со штабом в городе Уджары в Азербайджанской ССР. 1054-й и 1374-й полки были сформированы в Агдаме, 1373-й полк в Гёйчае, 1368-й полк — в Сумгаите. 22 марта того же года личный состав дивизии принял военную присягу. В составе дивизии было 11 050 азербайджанцев, 291 русских, 225 армян, 110 грузин, 99 украинцев, 72 татарина, 28 евреев, 23 белоруса, а также военнослужащие других национальностей. На вооружении дивизии было 5156 винтовок, 1022 автомата, 167 ручных пулемётов, 50 станковых пулемётов, 217 противотанковых ружей, 308 пушек, 181 миномёт, 65 автомашин.

### На Кавказе
Приказом Ставки Верховного Главнокомандования 7 июня 1942 года 416-я дивизия была передана в состав 44-й армии и переброшена на Северный Кавказ в район Леваши, Гуниб, Ботлих. Прибыв на Северный Кавказ, дивизия заняла оборону на правом берегу реки Сулак у Чир-Юрта и Акай-Тала Дагестанской АССР. 26 ноября 416-я дивизия сменила на рубеже Ново-Леднево — Капустино 69-ю Кавказскую кавалерийскую дивизию и тут же вступила в соприкосновение с противником, а 30 ноября 416-я дивизия в составе 44-й армии совместно с другими частями наступала на противника под Моздоком в направлении н/с Сборный. В этих боях противник предпринял более 10 атак пехоты с участием танков, но каждый раз был отброшен. Военный совет 44-й армии поставил перед дивизией задачу — нанести удар по противостоящему противнику в направлении Старо-Леднево, овладеть этим населённым пунктом и в дальнейшем наступать на Золотарёв. Части 416-й дивизии, перейдя в наступление, прорвали оборону противника и к 5 декабрю освободили Старо-Леднево, Капустино, железнодорожную станцию Ищерская и заняли выгодные позиции — высоты 105,0 и 113,0.
1 января 1943 года войска 44-й армии перешли в наступление на Моздокском направлении. 416-я дивизия с ходу прорвала оборону противника на промежуточных рубежах и преследовала его отходящие части. 3 января части 416-й дивизии освободили Моздок. Совместно с другими частями 44-й армии 416-я стрелковая дивизия с 20 января участвовала в боях за Ставрополь, который был освобождён 21 января. За весь период наступления 416-й дивизией были освобождены станции и населённые пункты Георгиевск, Золотарёвка, Советская, Графское, Липилин, а также города Ставрополь, Моздок и Армавир. В первых числах февраля 416-я дивизия в составе 44-й армии с боями прорвалась в прибрежные районы Азовского моря в Ростовской области. Здесь Ставка Верховного Главнокомандующего передала 44-ю армию в состав Южного фронта. После освобождения Ростова-на-Дону, 21 февраля 416-я дивизия с боями вышла на реку Самбек северо-восточнее Таганрога и заняла оборону на рубеже Курлатское — Екатериновка у подножия Самбекских высот и левом берегу реки Миус. Самбекский рубеж являлся правым флангом Миусского рубежа, названного немцами «Миус-фронтом», который прикрывал направление на Донбасс. Немцы более полутора лет усиленно готовили рубеж, который состоял из многочисленных дотов, дзотов и пулемётных площадок. К апрелю 1943 года дивизия получила пополнение из освобождённого Ставрополя и Кубани.

### Освобождение Таганрога
18 августа 1943 года 416-я дивизия в составе 44-й армии Южного Фронта перешла в наступление на укрепления противника в районе сёл Русское и Берестово. 27 августа 416-я дивизия прорвала оборону врага, продвинувшись в глубь территории противника до 20 км, и создала условия для продвижения главных сил. В течение суток, освободив населённые пункты Богачёвка, Мокрый Чалтырь, Васильевка, Петропавловка, Степной, Черниговский, дивизия вышла к Миусскому заливу, тем самым завершив окружение Таганрогской группировки противника. В 5 часов утра 30 августа 416-я дивизия, состоявшая на 90 % из азербайджанцев, при поддержке 6-й гвардейской танковой бригады вошла в Таганрог и очистила город от немцев. За освобождение Таганрога 416-й дивизии было присвоено почётное наименование «Таганрогская». Из приказа Верховного Главнокомандующего:
В честь победы под Таганрогом сегодня, 30 августа, в 19 часов 30 минут столица нашей Родины Москва салютует нашим доблестным войскам, освободившим Ростовскую область и город Таганрог, двенадцатью артиллерийскими залпами из ста двадцати четырех орудий.
Солдатам дивизии была объявлена благодарность Верховного Главнокомандующего. Многие бойцы и командиры 416-й дивизии, отличившиеся при прорыве «Миус-фронта» и штурме Таганрога, были удостоены высоких наград.

### На юго-западном направлении
После освобождения Таганрога 416-я стрелковая дивизия совершила 35-километровый марш и заняла позиции в районе населённых пунктов Екатериновка и Ново-Григорьевка. Перед дивизией была поставлена задача — прорвать оборону частей 3-й горно-егерской дивизии противника, удерживавшей важный кальмиусский рубеж, прикрывавший подступы к городу Мариуполю. Наступление началось 7 сентября 1943 года. В ходе двухдневных ожесточённых боев дивизия во взаимодействии с другими соединениями прорвала оборону противника по фронту на 8-9 километров и на глубину 12-14 километров. В боях при прорыве кальмиусского рубежа обороны было уничтожено до 4000 солдат и офицеров противника. Получив пополнение из Азербайджана численностью 1500 бойцов, дивизия выбила немцев из района Константиновки и вышла к реке Молочная. В течение ночи, с 14 на 15 октября, во взаимодействии с 54-м стрелковым корпусом штурмовые части дивизии форсировали реку Молочную и захватили плацдарм на её берегу. С 15 по 20 октября части дивизии участвуют в тяжёлых боях по расширению плацдарма. 23 октября 416-я дивизия освободила город Мелитополь. В ходе этих боёв 416-я дивизия совместно с другими соединениями разгромила 111-ю и 336-ю пехотные дивизии Вермахта. За боевые заслуги в освобождении Мелитополя дивизия была награждена орденом Красного Знамени, а всему личному составу объявлена благодарность Верховного Главнокомандующего.
Продолжая наступление 416-я стрелковая дивизия продвинулась с боями более чем на 120 километров и к 20 ноября 1943 года подошла к посёлкам Красный Маяк, Стаханов и Папанино. 31 января 1944 года 416-я стрелковая дивизия в составе 37-го стрелкового корпуса 5-й ударной армии принимает участие в наступлении 4-го Украинского фронта с целью ликвидации Никопольского плацдарма противника. Ожесточённые бои по прорыву и расширению участка прорыва продолжались до 4 февраля. В эти дни особо отличились 1368-й и 1374-й стрелковые полки 416-й стрелковой дивизии. Части дивизии с ходу взяли населённый пункт Екатериновка и после двухдневных тяжёлых боёв село Константиновка. В результате действий 5-й ударной армии к 7 февраля в своей полосе полностью освободили левый берег Днепра. За героизм в боях за освобождение Константиновки и Екатериновки дивизия удостоилась благодарности Верховного Главнокомандующего. 8 февраля совместными усилиями войск 3-го и 4-го Украинских фронтов был освобождён Никополь. Личному составу дивизии была объявлена благодарность Верховного Главнокомандующего.
В ночь с 9 на 10 февраля части 416-й стрелковой дивизии начали форсирование Днепра на подручных средствах в районе Великая Лепетиха. Первой переправилась разведгруппа во главе с Героем Советского Союза лейтенантом Виктором Бойченко. Несмотря на контратаки противника, разведгруппа смогла закрепиться на берегу Днепра. Вскоре под огнём противника разведрота под командованием старшего лейтенанта Пеньковского форсировала реку и вступила в бой за расширение плацдарма. Вслед за нею успешно форсировал Днепр 1373-й стрелковый полк дивизии. Ему удалось в течение 10-11 февраля сдерживать контратаки противника. К утру 12 февраля весь личный состав и боевая техника 416-й стрелковой дивизии были переправлены на западный берег Днепра. С 13 по 26 февраля разгорается ожесточённая борьба за плацдарм на правом берегу. Немцы не смогли выбить с плацдарма части 416-й стрелковой дивизии и вынуждены были занять оборону.

### Освобождение Николаева и Одессы
26 февраля развернулось общее наступление 5-й ударной армии в направлении Николаева. Части и соединения армии вели наступательные бои, но 5 марта 1944 года вынуждены были приостановить наступление чтобы подтянуть тылы и пополнить запасы боеприпасов и продовольствия. 10 марта главные силы 5-й ударной армии снова перешли в наступление. Несмотря на весеннюю распутицу, затруднявшее наступление частей 416-й дивизии, к исходу 14 марта передовой отряд дивизии с ходу на подручных средствах форсировал реку Ингул и закрепился на её восточном берегу. В течение ночи, к утру 15 марта, главные силы дивизии переправились через реку и овладели крупным населённым пунктом и узловой железнодорожной станцией Снегирёвка. 17 марта дивизия вышла к укреплениям противника на внешнем обводе города Николаева, в 10-12 километрах от его восточной окраины.
Николаев занимал важное значение во всей системе немецкой обороны по рекам Ингул и Южный Буг. На подступах к городу были сооружены 4 сильных укреплённых оборонительных рубежа. Это была система непрерывных траншей глубиной в 1,5 — 2 метра с выносными стрелковыми и пулемётными ячейками. На улицах города были вырыты окопы, созданы опорные пункты с дотами и установлены проволочные заграждения. Все подступы к городу были заминированы и обстреливались плотным огнём. 18 марта 1944 года 416-я дивизия начала штурм Николаева. После тяжёлых боёв противник был выбит из первой линии укреплений. В ночь на 25 марта была прорвана вторая линия обороны противника, а 26 марта — третья линия обороны. 28 марта, преследуя отступающие немецкие войска, 416-я дивизия совместно с другими советскими частями освободила город Николаев. За освобождение Николаева дивизия удостоилась благодарности Верховного Главнокомандующего в пятый раз
Участвуя в Одесской наступательной операции, 29 марта 416-я дивизия освободила районный центр — Березанку, а на следующий день сёла Червону Украину и Нечаянное. 1 апреля дивизия прорывается к Тилигульскому лиману у сёл Анатольевка и Красная Украинка и несмотря на сильную пургу сходу форсирует его.
5 апреля 416-я стрелковая дивизия совместно с другими частями 5-й ударной армии переходит в наступление с целью освобождения Одессы. Наступая в направлении совхоза имени 1 мая, к исходу дня дивизия продвинулась вперёд на 15-17 километров. В последующие дни, ведя упорные бои с противником, части дивизии к 10 часам 8 апреля овладели рубежом Гильдендорф-Фонтанка. В ночь с 8 на 9 апреля дивизия освобождает хутор Шевченко, а к 18 часам 9 апреля овладевает районом Пересыпь и к 20 часам входит в северную часть Одессы. В течение ночи на 10 апреля были ликвидированы очаги сопротивления противника в районах Балковская, станции Товарная, южнее вокзала и площади Октябрьской Революции, в городском парке и на горе Чумка, в результате чего, 10 апреля 1944 года Одесса была полностью освобождена от немецкой оккупации. В боях за Одессу 416-й дивизией было взято в плен более 2 тысячи солдат и офицеров противника. Потери дивизии составили 27 человек. Указом Президиума Верховного Совета СССР за освобождение Одессы дивизия была награждена орденом Суворова II степени, а более 500 бойцов были награждены медалями и орденами.

### Освобождение Кишинёва
После успешно проведённой Одесской операции, 5-я ударная армия выдвигается на реку Днестр и получает здесь боевой участок Ташлык-Красный Молдаванин. С 14 до 21 мая 416-я стрелковая дивизия в составе 5-й ударной армии проводит операцию по ликвидации плацдарма немецких войск в излучине реки Днестра — в районах Погребы, Кошница, Перерыта и Дороцкое. Улучшив свои позиции на этом участке фронта, 5-я ударная армия 22 мая переходит к глубоко эшелонированной обороне. В ночь на 3 июня 416-я дивизия сменяет части 8-й и 74-й гвардейских дивизий на правобережном плацдарме Днестра, севернее города Бендеры. Занятый дивизией плацдарм представлял собой узкую полосу земли и 400—1500 метров в глубину. Перед фронтом обороны дивизии были сосредоточены части 97-й и 325-й пехотных дивизий противника, перед которыми была поставлена задача — любой ценой ликвидировать плацдарм. За 2 месяца боев — с 30 мая по 5 августа 1944 года — 416-я стрелковая дивизия уничтожила около 2500 немецких солдат и офицеров, 46 танков, 180 пулемётов. На рассвете 23 августа 416-я дивизия совместно с другими частями 5-й ударной армии перешла в наступление на Кишинёв. К 18 часам части дивизии подошли к южной окраине Кишинёва и завязали бой за город. 24 августа 1944 года — 416-я дивизия совместно с другими частями освобождает город Кишинёв. За освобождение Кишинёва, 416-я дивизия удостоилась благодарности Верховного Главнокомандующего. Комендантом Кишинёва был назначен генерал-майор В. П. Зюванов (Эйбатов, Эйбат Атамоглан оглы), заместитель командира 416-й дивизии. К 20 сентября 1944 году 416-я дивизия вместе с другими частями 5-й ударной армии вошла в состав 1-го Белорусского фронта.

### Висло-Одерская операция
12 января 1945 года 416-я стрелковая дивизия перешла в наступление в районе Келеувна, на южной окраине Варшавы. В боях по прорыву обороны противника южнее Варшавы и в междуречье Висла-Одер государственных наград были удостоены:
- 1368-й полк — ордена Красного Знамени.
- 1054-й артиллерийской полк — ордена Суворова III степени.
- 444-й отдельный самоходный артдивизион — ордена Богдана Хмельницкого.
- 444-й отдельный самоходно-артиллерийский дивизион — ордена Красной Звезды.

15 января части 416-й стрелковой дивизии, прорвав главную полосу обороны противника, овладели крупным населённым пунктом и важным узлом — Стромецом. Во взаимодействии с другими частями 416-я дивизия прорвала оборону противника и к утру 16 января вступила в бой за город Бялобжеги, который вскоре был освобождён соединениями дивизии. Личному составу дивизии была объявлена благодарность и по этому поводу в Москве был произведён салют 20 артиллерийскими залпами из 224 орудий.
31 января — 1 февраля 416-я дивизия выходит на рубеж Нойзоест, Россвизе и Зейдлиц, развивая наступление на южном направлении, подходит к Кришт. При этом в районе Хаммер было уничтожено до 200 офицеров и солдат противника. 1 февраля 416-я дивизия ударом через Ландсберг занимает идущее к Кюстрину шоссе, тем самым закрывает пути отхода для 433-й пехотной дивизии противника. 2 февраля части 416-й дивизии занимают Зоненбург. 3 февраля один из полков 416-й дивизии участвует в боях за город-крепость Кюстрин, основные силы обороняют рубеж Чернов. 7 февраля два полка 416-й дивизии смогли прорваться к железнодорожной линии между пригородом Киц и Горгастом. К утру 8 февраля 416-я дивизия двумя стрелковыми полками оборонялась на линии железной дороги в 1 км западнее пригорода Киц, железнодорожном мосту юго-восточнее Горгаст и одним полком в районе платформы Ам-Каналь в 3 км северо-западнее Чернова. В это время дивизия была переброшена южнее Цорндорфа для обороны от контратак противника.
7 марта 416-я дивизия начала штурм Кюстрина и к 8 марту захватила центральную часть Нойштадта, окружив его гарнизон. 9 марта части дивизии уничтожают окружённую группировку противника в центре города. 1368-й полк прорывается на правый берег реки Варты южнее железнодорожного моста. 2-й батальон полка под огнём противника 9 и 10 марта форсирует реку и продолжает штурм укреплений противника. К вечеру 12 марта 1945 года 416-я дивизия овладела одной из больших частей Кюстрина — Нойштадтом. Было взято в плен 3500 солдат и офицеров противника. За период боёв за Нойштадт, численность личного состава дивизии сократилось с 5543 человек на 28 февраля до 5082 человек на 13 марта. За взятие Кюстрина бойцам дивизии была объявлена благодарность Верховного Главнокомандующего. Части дивизии были удостоены государственных наград:
- 1054-й артиллерийский полк — ордена Красного Знамени
- 1374-й стрелковый полк — ордена Богдана Хмельницкого
- 1368-й стрелковый полк — ордена Суворова 3-й степени
- 348-й сапёрный батальон — ордена Александра Невского[23][24].

23 марта 1945 года 416-я дивизия взяла Альт-Блейэн и вышла на рубеж Кюстрин (северный) и 28 марта совместно с 35-й гвардейской дивизией довершила окружение крупной группировки противника. 29-30 марта 416-я дивизия была временно передана в распоряжение 8-й гвардейской армии и участвовала в операции по уничтожению группировки противника в районе Ной-Блейэн, острова восточнее пригорода Киц и крепости Кюстрин. Во время операции было взято в плен 3170 солдат и офицеров противника.

### Берлинская наступательная операция
Утром 21 апреля 1945 года 416-я дивизия одной из первых ворвалась в окраины Берлина В тот же день 416-я дивизия штурмует город Штраусберг.. 27 апреля 416-я дивизия вышла на западную окраину столицы Германии, форсировала реку Шпрее и в упорном бою завладела мостом на западном берегу реки. 30 апреля штурмовые отряды 416-й дивизии прорвались к Шлоссплацу — площади перед дворцом кайзера Вильгельма. 1 мая части 1373-го и 1374-го полков 416-й дивизии штурмуют опорный пункт противника — дворец кайзера Вильгельма. Одним из первых в здание ворвался батальон под командованием капитана Хейруллы Гюльмамедова. Штурмовая группа под командованием старшего лейтенанта Вахаба Османова с боями пробивается на верхние этажи и на крышу здания. В 3 часа дня 1 мая старший лейтенант Вахаб Османов и младший сержант В. Алексеенко водрузили над дворцом кайзера Вильгельма красный флаг. При этом погиб старший лейтенант Вахаб Османов. Ночью с 1-го на 2-е мая бойцы 416-й дивизии овладели зданием комической оперы и, продолжая наступление в сторону Бранденбургских ворот, с тыла штурмовали Рейхсбанк и после нескольких часов боя полностью овладели имперским банком. Бойцы 1373-го полка, наступая в сторону Бранденбургских ворот, занимают бывшее здание советского посольства в Берлине. Совместно с другими частями, 416-я дивизия занимает Берлинский университет и здание Министерства внутренних дел. Ранним утром 2 мая бойцы 1373-го полка вышли на Маризенплац.
Бойцы Мамедов, Ахмедзаде, Бережной и Андреев под руководством лейтенанта А. Меджидова водрузили знамя победы над Бранденбургскими воротами. Вскоре после этого у Бранденбургских ворот был проведён митинг. Член Военного Совета 5-й ударной армии генерал-лейтенант Ф. Е. Боков писал в своих мемуарах:
Первым выступил генерал В. П. Зюванов. Он с большим подъемом говорил о подвигах наших воинов при штурме Берлина и о великом значении победы:
— Последний выстрел в историческом сражении за Берлин, — сказал генерал, — прозвучал здесь, у Бранденбургских ворот, и этот выстрел сделали сыны азербайджанского народа. Память о героях штурма столицы фашистской Германии будет жить в веках. Мы с вами — счастливые люди, участники битвы и живые свидетели того, как победоносно завершилась война...
416-я дивизия прошла путь от Кавказа до Берлина, уничтожив 24 000 и взяв в плен 5474 солдат Вермахта.
В ноябре 1945 года переформирована в 18-ю механизированную Таганрогскую Краснознамённую ордена Суворова 2-й степени дивизию.

## Состав
416-я стрелковая Таганрогская Краснознамённая, ордена Суворова дивизия.
- 1368-й стрелковый полк: командир - подполковник Куркацишвили, Василий Егорович[32]
- 1373-й стрелковый полк: командир - Саидбаталов, Загафран Мурзакамалович[33]. Погиб во время штурма Берлина 20 апреля 1945 года.
- 1374-й стрелковый полк
- 1054-й артиллерийский полк
- 444-й отдельный истребительно-противотанковый(самоходно-артиллерийский) дивизион
- 222-я отдельная разведывательная рота
- 348-й отдельный сапёрный батальон
- 921-й отдельный батальон связи (337-я отдельная рота связи)
- 519-й медико-санитарный батальон
- 223-я отдельная рота химзащиты
- 569-я автотранспортная рота
- 480-я полевая хлебопекарня
- 584-й дивизионный ветеринарный лазарет
- 1868-я полевая почтовая станция
- 1185-я полевая касса Госбанка

21-я мотострелковая Таганрогская Краснознамённая, ордена Суворова дивизия, Перлеберг (в/ч пп 58369)
- Управление дивизии, Перлеберг — Южный (1 ПРП-3, 2 Р-145БМ, 2 Р-156 БТР)
- 239-й мотострелковый Краснознамённый, ордена Суворова полк, Перлеберг

31 Т-80, 58 БМП-2, 87 БМП-1, 7 БРМ-1К (18 2С1 «Гвоздика», 18 2С12 «Сани», 12 МТЛБ
- 240-й мотострелковый Краснознамённый полк, Людвигслюст

31 Т-80, 140 БТР-70, 11 БТР-60, 6 БМП-1, 4 БРМ-1К, 18 2С1 «Гвоздика», 18 2С12 «Сани», 15 МТЛБ
- 283-й гвардейский мотострелковый Берлинский Краснознамённый, ордена Богдана Хмельницкого полк, Хагенов

31 Т-80, 142 БТР-70, 6 БТР-60, 6 БМП-1, 4 БРМ-1К, 18 2С1 «Гвоздика», 18 2С12 «Сани», 7 МТЛБ
- 568-й мотострелковый орденов Суворова и Кутузова полк, Пархим

31 Т-80, 57 БМП-2, 88 БМП-1, 7 БРМ-1К, 18 2С1 «Гвоздика», 12 2С12 «Сани», 12 МТЛБ
- 1054-й самоходно-артиллерийский Краснознамённый, ордена Суворова полк, Ратенов

53 2СЗ «Акация», 18 БМ-21 «Град», 5 ПРП-3 2 Р-145БМ
- 1079-й зенитный ракетный полк, Перлеберг-Южный (Куб)
- 18-й отдельный танковый батальон, Пархим (31 Т-80, 2 БМП-2, БМП-1КШ)
- 480-й отдельный противотанковый артиллерийский дивизион, Людвигслюст
- 34-й отдельный батальон разведки и радиоэлектронной борьбы, Перлеберг-Норд (17 БМП-2, 7 БРМ-1К, 1 Р-145БМ, 1 Р-156БТР, 2 МТЛБ)
- 921-й отдельный ордена Красной Звезды батальон связи, Перлеберг-Норд (8 Р-145БМ, 1 Р-156БТР)
- 348-й отдельный инженерно-сапёрный батальон, Людвигслюст (1 ИМР-2, 2 УР-67)
- 158-й отдельный батальон химической защиты, Перлеберг-Южный
- 1125-й отдельный батальон материального обеспечения, Перлеберг-Южный
- 34-й отдельный ремонтно-восстановительный батальон
- 4-й отдельный медико-санитарный батальон, Перлеберг-Южный

Итого: 155 танков, 350 БМП, 299 БТР, 125 САУ, 72 миномёта, 18 РСЗО

## Подчинение
| Дата                            | Фронт (округ)                                   | Армия                 | Корпус (группа)        | Примечания                                                                          |
| ------------------------------- | ----------------------------------------------- | --------------------- | ---------------------- | ----------------------------------------------------------------------------------- |
| 7 июня 1942—1943 годы           | Закавказский фронт                              | 44-я армия            | -                      | С 8 августа в составе Северной группы войск Закавказского фронта                    |
| 1943                            | Южный фронт                                     | 44-я армия            | -                      | -                                                                                   |
| 1943                            | 4-й Украинский фронт                            | 51-я армия            | 54-й стрелковый корпус | Освобождение Мелитополя                                                             |
| 1943 — 20 сентября 1944         | Южный фронт                                     | 5-я ударная армия     | 32-й стрелковый корпус | -                                                                                   |
| 20 сентября 1944 — 10 июня 1945 | 1-й Белорусский фронт                           | 5-я ударная армия     | 32-й стрелковый корпус | -                                                                                   |
| 28 марта 1945 — 29 марта 1945   | 1-й Белорусский фронт                           | 8-я гвардейская армия |                        | Временно передана, для участия в уничтожении немецкой группировки в районе Кюстрина |
| 10 июня 1945 — ?                | Группа советских оккупационных войск в Германии | 5-я ударная армия     | 32-й стрелковый корпус | -                                                                                   |

## Командование

### Командиры дивизии
- Сторожилов, Семён Павлович (15 марта — 6 июля 1942 года), полковник;
- Маслов, Василий Тимофеевич (7 июля — 14 октября 1942 года), полковник;
- Алиярбеков, Тарлан Абдулла оглы (15 октября — 19 ноября 1942), полковник;
- Каракоз, Марк Трофимович (20 ноября — 19 декабря 1942 года), полковник;
- Сызранов, Дмитрий Михайлович (20 декабря 1942 — 7 марта 1946 года), полковник, генерал-майор.

### Заместители командира
- Зюванов, Владимир Павлович (апрель-май 1944), генерал-майор[39]

### Начальники штаба
- Рябов, Пётр Михайлович (13 декабря 1942 — февраль 1944 года), подполковник, полковник[40];
- Пашкин, Иван Николаевич (май 1945 года), подполковник[41]

### Начальники политотдела
- Меджидов, Рашид Асад оглы, (1943 — 1945), подполковник, полковник.

## Награды и наименования
| Награда (наименование)               | Дата                 | За что награждена |
| ------------------------------------ | -------------------- | --- |
| Почётное наименование «Таганрогская» | 30 августа 1943 года | присвоено приказом Верховного Главнокомандующего от 30 августа 1943 года — в ознаменование одержанной победы и отличие в боях за освобождение Таганрога |
| Орден Красного Знамени               | 23 октября 1943 года | Награждена указом Президиума Верховного Совета СССР от 23 октября 1943 года за образцовое выполнение боевых заданий командования на фронте борьбы с немецкими захватчиками и проявленные при этом доблесть и мужество.(За участие в освобождении Мелитополя?) |
| Орден Суворова II степени            | 20 апреля 1944 года  | награждена указом Президиума Верховного Совета СССР от 20 апреля 1944 года — За образцовое выполнение заданий командования в боях с немецкими захватчиками при освобождении города Одессы и проявленные при этом доблесть и мужество.                         |

Награды частей дивизии:
- 1368-й стрелковый Краснознамённый[44] ордена Суворова[45] полк
- 1373-й стрелковый Краснознаменный[46] полк
- 1374-й стрелковый Краснознамённый[47] ордена Богдана Хмельницкого[45] полк
- 1054-й артиллерийский Краснознаменный[45] ордена Суворова[44] полк
- 348-й отдельный сапёрный орденов Александра Невского[45] и Красной Звезды[44] батальон
- 921-й отдельный ордена Красной Звезды[45] батальон связи

## Известные бойцы и командиры дивизии
| Награда | Фото | Ф. И. О.                          | Должность                                                              | Звание               | Дата награждения                                            | Примечания |
| ------- | ---- | --------------------------------- | ---------------------------------------------------------------------- | -------------------- | ----------------------------------------------------------- | ---------- |
|         |      | Джафаров, Агаширин Агамамед оглы  | Командир пулемётного отделения 1368-го стрелкового полка               | старшина             | 01.11.1943                                                  | -          |
|         |      | Сулейманов, Идрис Гасан оглы      | Командир 1-го стрелкового взвода 1-го отдельного стрелкового батальона | лейтенант            | 13.12.1942                                                  | -          |
|         |      | Мирзоев, Бахаддин Шахвелед оглы   | Командир батареи 1054-го артиллерийского полка                         | капитан              | 24.03.1945                                                  |            |
|         |      | Гейдаров, Мурадалы Шахбагат оглы  | Наводчик 45-мм орудия 1368-го стрелкового полка                        | старшина             | 3-й ст. 20.02.1944 2-й ст. 10.02.1945 1-й ст. 15.05.1945    |            |
|         |      | Дергачёв, Дмитрий Андронович      | Командир орудия 1054-го артиллерийского полка                          | Ефрейтор             | 24.03.1945                                                  | -          |
|         |      | Ерёменко, Александр Лукич         | помощник командира взвода 1373-го стрелкового полка                    | старшина             | 1-й ст. 31.05.1945                                          |            |
|         |      | Тяпушкин, Алексей Александрович   | Командир орудия 1054-го артиллерийского полка                          | Сержант              | 24.03.1945                                                  | -          |
|         |      | Попов, Александр Сергеевич        | Командир батареи 1054-го артиллерийского полка                         | капитан              | 27.02.1945                                                  | -          |
|         |      | Безродный, Сергей Тимофеевич      | Разведчик 222-й отдельной разведывательной роты                        | старшина             | 3-й ст.(12.06.1944) 2-й ст.(28.06.1944) 1-й ст.(15.05.1946) | -          |
|         |      | Мельник, Василий Максимович       | Командир стрелкового батальона 1368-го стрелкового полка               | Майор                | 27.02.1945                                                  | -          |
|         |      | Панов, Степан Иванович            | командир взвода 1373-го стрелкового полка                              | старший сержант      | 31.05.1945                                                  | -          |
|         |      | Сенатосенко, Григорий Прокофьевич | Снайпер 1374-го стрелкового полка                                      | Старший сержант      | 31.05.1945                                                  | -          |
|         |      | Смирнов,Павел Алексеевич          | Зам. командира 1368-го стрелкового полка по строевой части             | Гвардии подполковник | 03.11.1944 18.01.1945 21.02.1945                            | -          |

## Прочие сведения
- В составе 416 Таганрогской стрелковой дивизии воевал ветеран Первой мировой войны, а также Армяно-азербайджанской войны Гасымов Камиль Кербелайи Гасым оглы.
- К дивизии был прикомандирован и принимал активное участие в боях советский писатель и литературовед Виталий Закруткин[55].
- В дивизии воевал народный артист России Павел Винник — автоматчик 1374-го стрелкового полка.

## Память
- О 416-й дивизии азербайджанским телевизионным каналом Lider TV снят документальный фильм «416-я дивизия — Мы победили вместе».
- Подвигу 416-й дивизии в боях на Самбекских высотах посвящены стихи народного поэта Азербайджанской ССР Сулеймана Рустама[56] и поэта Александра Фоменкова.
- Композитор Джахангир Джахангиров сочинил песню «416-я дивизия», посвящённая одноимённой дивизии.
- В селе Анатольевка, рядом с Одессой, воздвигнут памятник «Монумент дружбы» в честь подвига старшего сержанта бойца 416-й дивизии Касыма Асадова[10][57].

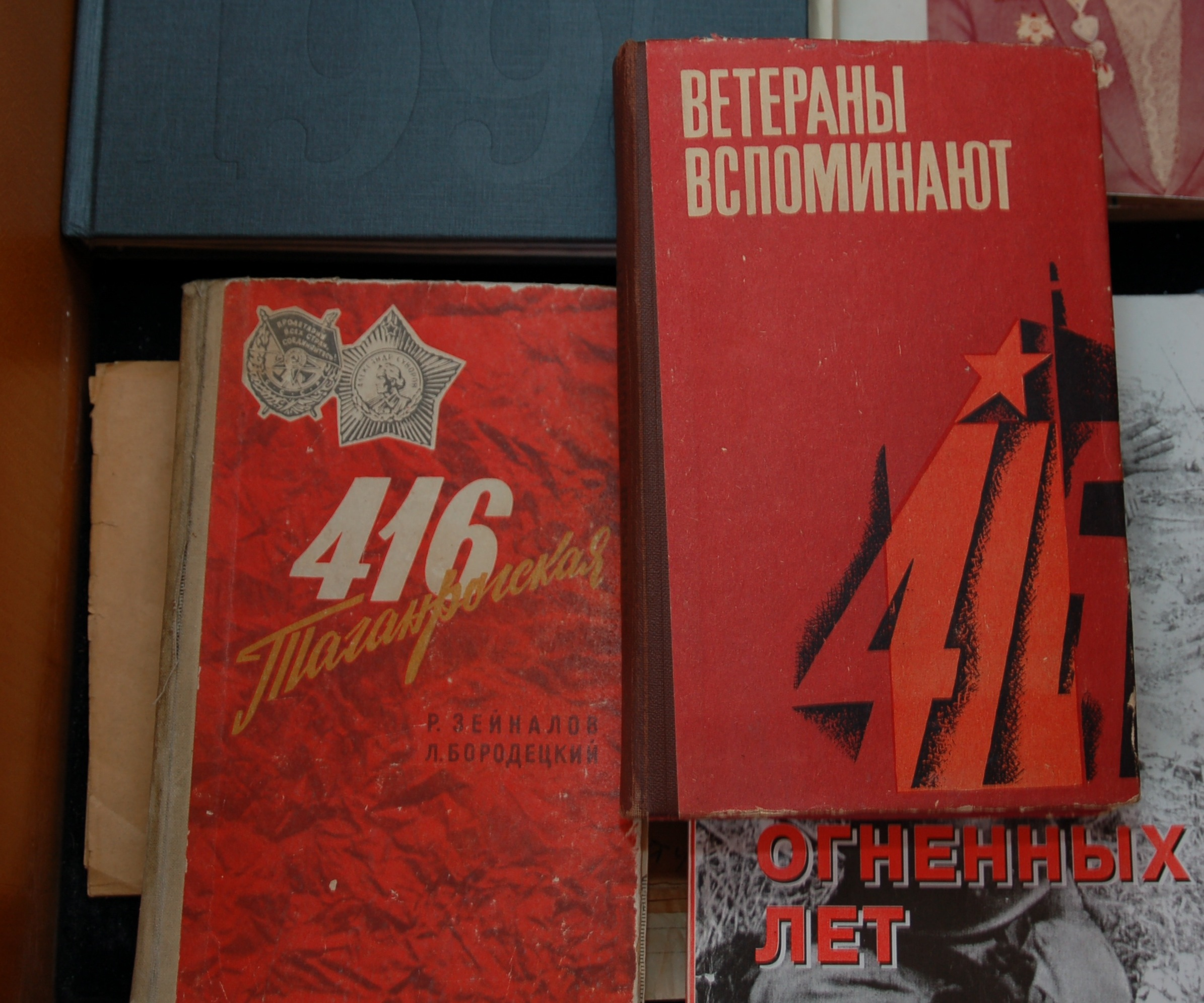
книги в музее 416-й дивизии в городе Таганроге.

- 8 мая 1972 года в школе № 26 города Таганрога открыт музей, посвящённый 416-й дивизии.
- Жители села Струково Одесской области увековечили память гвардии капитана медицинской службы М. Гусейнова, присвоив имя бойца 416-й дивизии сельской школе[10].

7 мая 1980 года в Неклиновском районе Ростовской области недалеко от посёлка Самбек в честь воинов 130-й и 416-й стрелковых дивизий, удостоенных почётного наименования «Таганрогских» был воздвигнут Мемориал боевой славы, официально названный «Мемориал Славы на Самбекских высотах». Памятник воздвигнут на самой высокой точке возле осыпающихся от времени окопов, разрушенных пулемётных гнёзд, блиндажей на окраине села. На большом камне у входа в мемориальный комплекс высечена надпись:

Остановись, товарищ! Поклонись земле, обагрённой кровью богатырей твоего народа, отстоявших мир, в котором ты живёшь. Пусть на этом кургане твоё сердце воспламениться великим огнём их беззаветной любви к Родине, а память твоя сквозь годы пронесёт славу их бессмертного подвига для передачи потомкам в веках. Никто не забыт, ничто не забыто".

Автор комплекса — бакинский скульптор Э. Шамилов и ростовские архитекторы В. И. и И. В. Григор. Памятник представляет собой две бетонные стены — две стрелковые дивизии, освобождавшие эти места и является самым крупным памятником на территории Ростовской области. В открытии памятника участвовала азербайджанская делегация во главе с первым секретарём ЦК Компартии Азербайджанской ССР Гейдаром Алиевым.